# Ferderuchus
Ferderuchus war ein spätantiker adliger Rugier.
Über Ferderuchus ist nur bekannt, was Eugippius in seinem Werk Vita Sancti Severini berichtet, einer Heiligenvita des Severin von Noricum. Demnach war er der Bruder des Rugierkönigs Feletheus, Herrscher im später so genannten Rugiland im heutigen Niederösterreich. Dieser übergab seinem Bruder Ferderuchus die Stadt Favianis (heute Mautern an der Donau) in Noricum als eine Art Lehen. Laut Eugippius war Ferderuchus habgierig und konfiszierte Güter, die für die Armen bestimmt waren. Er wurde schließlich, wohl 486/487, von Feletheus’ Sohn, seinem Neffen Fredericus ermordet.